# Тім Штюцле
Тім Штюцле (нім. Tim Stützle, 15 січня 2002, Фірзен, Німеччина) — німецький хокеїст, центральний нападник клубу НХЛ «Оттава Сенаторс»‎.

## Ігрова кар'єра
Тім вихованець юнацької команди «Крефельд» у складі якої він став найкращим бомбардиром в сезоні 2015–16. У сезоні 2017–18 Штюцле перейшов до клубу «Юнгадлер Мангайм».
Тім взяв на себе зобов'язання грати за хокейну команду Університету Нью-Гемпшира але на драфті ЦХЛ його обрав клуб «Сієтл Тандербердс», Штюцле вирішив залишитися в Німеччині та підписав трирічний контракт з «Адлер Мангайм» у червні 2019 року. 30 серпня 2019 у сімнадцятирічному віці дебютував у складі «орлів» у Лізі чемпіонів проти австрійського клубу «Відень Кепіталс».
6 жовтня 2020 року був обраний на драфті НХЛ під 3-м загальним номером командою «Оттава Сенаторс».
У жовтні 2020 під час тренувань у Німеччині при підготовці до сезону НХЛ 2020–21 Тім отримав перелом руки, що вимагало хірургічного втручання з 6–8-тижневим періодом відновлення.
27 грудня 2020 року Штюцле підписав трирічний контракт з клубом «Оттава Сенаторс».
16 січня 2021 Тім закинув свою першу шайбу в програному матчі 2–3 проти «Торонто Мейпл Ліфс». 8 травня оформив хет-трик у переможній грі 4–2 проти «Вінніпег Джетс».
31 січня 2022 року Тім відзначився бійкою із захисником «Едмонтон Ойлерз» Вільямом Лагессоном, а пізніше в тому ж матчі закинув переможну шайбу в овертаймі.
7 вересня 2022 року Штюцле підписав восьмирічний контракт із «сенаторами». 12 грудня 2022 року нападник отримав травму плеча в грі проти «Анагайм Дакс», через яку він вибув на тиждень. 20 лютого 2023 року за результатами першого тижня (два переможні голи та набрав десять очок у чотирьох іграх) Тім став першою зіркою тижня НХЛ. До кінця сезону Штюцле встановив рекорди за голами (39), результативними передачами (51) і очками (90), утвердившись як одна з молодих зірок ліги.

## На рівні збірних
На молодіжному чемпіонаті світу 2020 року в матчах серії на вибування в активі Тіма п'ять результативних передач. На світовій першості 2021 року Штюцле був капітаном збірної та вперше Німеччина вийшла до фінальної серії плей-оф. У п'яти іграх він набрав десять очок п'ять голів та стільки ж результативних передач. Дирекція ІІХФ обрала його найкращим нападником турніру, а ЗМІ включили його до команди всіх зірок турніру.
Виступав за національну збірну на чемпіонаті світу 2022.

## Нагороди
- Найкращий нападник молодіжного чемпіонату світу — 2021.

## Статистика

### Клубні виступи
| Сезон        | Клуб               | Ліга         | Регулярний сезон | Регулярний сезон | Регулярний сезон | Регулярний сезон | Регулярний сезон | Плей-оф | Плей-оф | Плей-оф | Плей-оф | Плей-оф |
| Сезон        | Клуб               | Ліга         | І                | Г                | П                | О                | ШХ               | І       | Г       | П       | О       | ШХ      |
| ------------ | ------------------ | ------------ | ---------------- | ---------------- | ---------------- | ---------------- | ---------------- | ------- | ------- | ------- | ------- | ------- |
| 2017–18      | «Юнгадлер Мангайм» | НДЛ          | 25               | 18               | 29               | 47               | 8                | 5       | 4       | 4       | 8       | 2       |
| 2018–19      | «Юнгадлер Мангайм» | НДЛ          | 21               | 23               | 32               | 55               | 30               | 5       | 4       | 7       | 11      | 4       |
| 2019–20      | «Адлер Мангайм»    | ДХЛ          | 41               | 7                | 27               | 34               | 12               | —       | —       | —       | —       | —       |
| 2020–21      | «Оттава Сенаторс»  | НХЛ          | 53               | 12               | 17               | 29               | 14               | —       | —       | —       | —       | —       |
| 2021–22      | «Оттава Сенаторс»  | НХЛ          | 79               | 22               | 36               | 58               | 37               | —       | —       | —       | —       | —       |
| 2022–23      | «Оттава Сенаторс»  | НХЛ          | 78               | 39               | 51               | 90               | 54               | —       | —       | —       | —       | —       |
| Усього в ДХЛ | Усього в ДХЛ       | Усього в ДХЛ | 41               | 7                | 27               | 34               | 12               | —       | —       | —       | —       | —       |
| Усього в НХЛ | Усього в НХЛ       | Усього в НХЛ | 210              | 73               | 104              | 177              | 105              | —       | —       | —       | —       | —       |

### Збірна
| Рік                | Команда            | Турнір             | Місце              | І  | Г | П  | О  | ШХ |
| ------------------ | ------------------ | ------------------ | ------------------ | -- | - | -- | -- | -- |
| 2018               | Німеччина          | ЮЧС18-D1           | 12-е               | 5  | 1 | 3  | 4  | 2  |
| 2019               | Німеччина          | ЮЧС18-D1           | 11-е               | 5  | 2 | 7  | 9  | 12 |
| 2020               | Німеччина          | МЧС                | 9-е                | 5  | 0 | 5  | 5  | 2  |
| 2021               | Німеччина          | МЧС                | 6-е                | 5  | 5 | 5  | 10 | 8  |
| 2022               | Німеччина          | ЧС                 | 7-е                | 3  | 0 | 2  | 2  | 4  |
| Молодіжна збірна   | Молодіжна збірна   | Молодіжна збірна   | Молодіжна збірна   | 20 | 8 | 20 | 28 | 24 |
| Національна збірна | Національна збірна | Національна збірна | Національна збірна | 3  | 0 | 2  | 2  | 4  |